# Amphisbaena myersi
Amphisbaena myersi är en ödleart som beskrevs av  Marinus S. Hoogmoed 1988. Amphisbaena myersi ingår i släktet Amphisbaena och familjen Amphisbaenidae. Inga underarter finns listade i Catalogue of Life.